# المدرسة التيمية المحمودية
المدرسة التيمية المحمودية هي أول مدرسة شبه نظامية في الإمارات العربية المتحدة.

## النشأة
ذكر الشيخ: محمد بن علي المحمود حول نشأة المدرسة فقال في عام 1325 بدأ والده يفكر بتأسيس المدرسة وبعد عامين أو ثلاثة أعوام قام بافتتاحها بعد أن هيأ لها المقر وأثثه ووفر الأدوات واللوازم - فقد تم افتتاح المدرسة رسمياً في سنة 1327 للهجرة الموافق 1907 تقريباً.
وخلال الفترة التي بدأ فيها يفكر بتأسيس المدرسة عرض أمر انشائها على بعض التجار بالشارقة وحثهم على المساهمة في العمل.
ذكر راشد بن أحمد بن لوتاه - هذه المسألة وقال: عندما عرض علي المحمود موضوع إنشاء المدرسة على التجار في الشارقة وعدوه خيراً ولكن بعد أن مضت الأيام تلو الأيام رآهم متثاقلين.
وعندما وجه لهم السؤال الأخير لم يجد إجابة شافية، عندها عقد العزم على المضي قدمًا نحو تحقيق فكرته، وبدأ يعد المكان الذي اختاره مقرًا للمدرسة وتم تجديده، ووفر له ما يلزم من أدوات وحاجيات، وفي البداية طلب من الشيخ \ محمد بن عبد العزيز المانع تولي إدارة المدرسة إلا أن ظروفًا حالت دون ذلك.
فبعد عودة ابن مانع من بغداد في طريقه إلى الرياض نزل في قطر والتقى بالشيخ \ عبد الله بن جاسم آل ثاني فأقنعه بالمكوث في قطر وبنى له مدرسة وهي المدرسة الأثرية.

## أعضاء هيئة التدريس
تكونت هيئة أعضاء التدريس في المدرسة بعدد من العلماء الأفاضل, فمنهم نذكر الشيخ صالح بن محمد الدرويش والشيخ عبد الله بن عبد العزيز آل سلمان والشيخ صالح بن عبد الله الغماس والشيخ سالم بن محمد اليماني والشيخ محمد بن فيصل الحريملي والشيخ فيصل بن محمد بن فيصل الحريملي والشيخ سرهيد بن دهمش الحريملي. أما بالنسبة للقسم الثاني وهو الخاص بالمبتدئين والذي تأسس بعد بضع سنين من بدء المدرسة، فكان يديره ويشرف عليه صالح العثمان وهو أديب عراقي وعاونه في عمله مجموعة من المدرسين وكان بينهم: إبراهيم بن محمد الزلفي وعبد الله بن سعد وسرهيد الحريملي وسيد علوي.

## موقع المدرسة
كان موقع المدرسة في حي السوق بالشارقة أو (فريج السوق) ويقع مبنى المدرسة بالقرب من منزل جاسم بن عبد الله المدفع. وكان بناء المدرسة يتكون من طابقين: علوي وسفلي.

## تسمية المدرسة
أما عن تسميتها بالتبمية فهو نسبة للعالم ابن تيمية، والمحمودية هو نسبة إلى صاحبها الشيخ محمد بن علي المحمود.